# Lee County (Virginia)
Lee County ist ein County im Bundesstaat Virginia der Vereinigten Staaten. Bei der Volkszählung im Jahr 2020 hatte das County 22.173 Einwohner und eine Bevölkerungsdichte von 19,6 Einwohnern pro Quadratkilometer. Verwaltungssitz (County Seat) ist Jonesville. Das County zählt zu den ärmsten Countys in den USA. Das County gehört zu den Dry Countys, was bedeutet, dass der Verkauf von Alkohol eingeschränkt oder verboten ist.

## Geographie
Lee County liegt im äußersten Südwesten von Virginia, grenzt im Norden an Kentucky, im Süden an Tennessee und hat eine Fläche von 1133 Quadratkilometern ohne nennenswerte Wasserfläche. Es grenzt im Uhrzeigersinn an folgende Countys: Wise County und Scott County.

## Geschichte
Gebildet wurde es am 25. Oktober 1792 aus Teilen des Russell County und des Scott County. Benannt wurde es nach Light Horse Harry Lee, dem Gouverneur von Virginia von 1791 bis 1794.

## Demografische Daten

Alterspyramide des Lee County

Nach der Volkszählung im Jahr 2000 lebten im Lee County 23.589 Menschen. Davon wohnten 235 Personen in Sammelunterkünften, die anderen Einwohner lebten in 9.706 Haushalten und 6.852 Familien. Die Bevölkerungsdichte betrug 21 Einwohner pro Quadratkilometer. Ethnisch betrachtet setzte sich die Bevölkerung zusammen aus 98,44 Prozent Weißen, 0,44 Prozent Afroamerikanern, 0,22 Prozent amerikanischen Ureinwohnern, 0,18 Prozent Asiaten und 0,08 Prozent aus anderen ethnischen Gruppen; 0,64 Prozent stammten von zwei oder mehr ethnischen Gruppen ab. 0,51 Prozent der Bevölkerung waren spanischer oder lateinamerikanischer Abstammung.
Von den 9.706 Haushalten hatten 29,0 Prozent Kinder und Jugendliche unter 18 Jahre, die bei ihnen lebten. 55,0 Prozent waren verheiratete, zusammenlebende Paare, 11,7 Prozent waren allein erziehende Mütter, 29,4 Prozent waren keine Familien, 27,0 Prozent waren Singlehaushalte und in 12,1 Prozent lebten Menschen im Alter von 65 Jahren oder darüber. Die Durchschnittshaushaltsgröße betrug 2,41 und die durchschnittliche Familiengröße lag bei 2,91 Personen.
Auf das gesamte County bezogen setzte sich die Bevölkerung zusammen aus 22,8 Prozent Einwohnern unter 18 Jahren, 8,0 Prozent zwischen 18 und 24 Jahren, 27,5 Prozent zwischen 25 und 44 Jahren, 26,3 Prozent zwischen 45 und 64 Jahren und 15,4 Prozent waren 65 Jahre alt oder darüber. Das Durchschnittsalter betrug 40 Jahre. Auf 100 weibliche Personen kamen 94,2 männliche Personen. Auf 100 Frauen im Alter von 18 Jahren oder darüber kamen statistisch 91,3 Männer.

Das jährliche Durchschnittseinkommen eines Haushalts betrug 22.972 USD, das Durchschnittseinkommen der Familien betrug 28.525 USD. Männer hatten ein Durchschnittseinkommen von 27.579 USD, Frauen 19.370 USD. Das Prokopfeinkommen betrug 13.625 USD. 20,2 Prozent der Familien und 23,9 Prozent der Bevölkerung lebten unterhalb der Armutsgrenze. Davon waren 30,1 Prozent Kinder oder Jugendliche unter 18 Jahre und 23,3 Prozent waren Menschen über 65 Jahre.